# Oskari Niemi
Oskari Edvald Niemi, född 26 oktober 1886 i Kangasala, Finland , död 1964 i Helsingfors, var en finländsk överkonservator och konstnär.
Han var son till hemmansägaren Oskari Niemi och Hedvig Lindell. Niemi studerade vid Ateneum i Helsingfors och arbetade efter studierna några år som teckningslärare vid olika skolor. Därefter började han arbeta med restaurering av äldre konst och under 40 års tid arbetade han på Arkeologiska kommissionens uppdrag med att knacka fram kalkmålningar i Finlands medeltida kyrkor. Han studerade olika konserveringsmetoder för äldre konst hos Alfred Nilsson i Stockholm 1932 och han medverkade i Nilssons restaureringsarbeten i svenska kyrkor 1946-1949. Han anställdes vid Finlands Nationalmuseum som konservator och fick 1957 titeln överkonservator. Som konstnär medverkade han i samlingsutställningar i Sverige och Finland. Tillsammans med Sune Bergsten ställde han ut i Medåker 1946 och tillsammans med Bruno Ekblom i Västmanland 1947. Hans stafflikonst består av landskapsbilder från Italien, Sverige och Finland utförda i akvarell eller olja.